# Delain (gruppo musicale)
I Delain sono un gruppo musicale symphonic metal olandese, fondato dal tastierista Martijn Westerholt.
Il nome viene dal libro Gli occhi del drago di Stephen King, le cui vicende si svolgono in un regno chiamato, appunto, Delain.

## Storia del gruppo

### Gli esordi (2002-2005)
Il tastierista Martijn Westerholt, dopo aver lasciato i Within Temptation agli inizi del 2001 a causa di una mononucleosi infettiva diagnosticatagli alcune settimane prima, decise di cercare musicisti per formare una nuova band.
Iniziò così nel 2002 il progetto "Delain". Agli inizi facevano parte della band, oltre a Westerholt, i chitarristi Roy van Enkhuyzen e Frank van der Meijden, il bassista Martijn Willemsen, il batterista Tim Kuper e i cantanti Anne Invernizzi e George Oosthoek (Orphanage).
Con questa prima formazione il gruppo registrò il demo Amenity, nel giugno 2002. All'inizio del 2003 van der Meijden e van Enkhuyzen lasciarono la band, sostituiti da Jan Yrlund (Lacrimosa) e Oliver Philipps (Everon); entrambi lasciarono la band nella primavera del 2005, mantenendo però i legami con Westerholt (entrambi parteciparono alla registrazione dell'album di debutto, e Philipps divenne un collaboratore fisso in studio della band nonché produttore della maggior parte degli album e singoli); nello stesso periodo lasciarono la band anche Willemsen e Kuper. Infine, nel giugno del 2005, anche la cantante Anne Invernizzi lasciò i Delain, fondando un proprio gruppo di rock acustico, i Dear Ann. Westerholt e Oosthoek, unici membri rimasti, reclutarono la cantante Charlotte Wessels (To Elysium) e il chitarrista Guus Eikens (Orphanage) nell'estate 2005, a quali successivamente si unirono il chitarrista Ad Sluijter (Epica), il bassista/cantante Marco Hietala (Tarot, Nightwish), il batterista Ariën van Weesenbeek (God Dethroned) e la cantante Rosan van der Aa (Orphanage) in veste di corista.

### Lucidity(2006-2008)

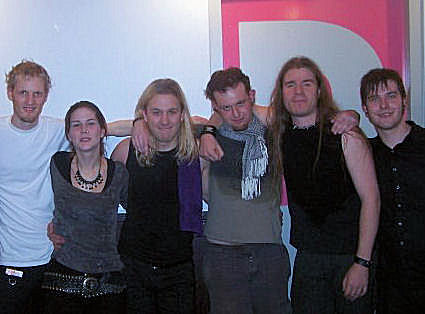
La band nel dicembre 2006. Da sinistra: Martijn Westerholt, Charlotte Wessels, Ronald Landa, Sander Zoer, Rob van der Loo e Ray van Lente.

Agli inizi del 2006 il gruppo firmò un contratto con la Roadrunner Records e, il 4 settembre 2006, uscì il loro album di debutto Lucidity; all'album parteciparono voci quali Sharon den Adel (Within Temptation) e Liv Kristine (Leaves' Eyes), e musicisti quali il violoncellista Rupert Gillet. In poco tempo l'album raggiunse la 43ª posizione nella classifica degli album più venduti nei Paesi Bassi.
Poco dopo Oosthoek, Van der Aa, Sluijter, Hietala e Van Weesenbeek lasciarono il gruppo, sostituiti rispettivamente da Ronald Landa (Infinite Dawn), Rob van der Loo (Sun Caged) e Sander Zoer (Nemesea); il sestetto sostenne un tour in diversi paesi europei per promuovere l'album, tour a cui Eikens non partecipò in quanto lasciò il gruppo poco prima, venendo sostituito dall'amico della Wessels Ray van Lente (To Elysium). Con il nuovo chitarrista ritmico, i Delain registrarono e pubblicarono due singoli dal loro album di debutto: Frozen e See Me in Shadow, pubblicati rispettivamente l'8 gennaio e il 2 luglio 2007; per entrambi venne anche girato un videoclip.

Sempre nel 2007 il gruppo venne nominato per la categoria "New Sounds of Europe" agli MTV Europe Music Awards, venendo però eliminati l'undicesimo giorno. Il gruppo venne nominato anche per il TMF Awards 2007 nella categoria "Best Rock Band". Nell'autunno 2007 Van Lente lasciò il gruppo, entrando nei Seraphique; tale evento segnò il ritorno di Guus Eikens, con il quale i Delain pubblicarono il singolo The Gathering il 7 gennaio 2008. Poco dopo Eikens lasciò nuovamente il gruppo. 

### April Rain(2009-2010)
Il 9 febbraio 2009 venne pubblicato April Rain, singolo di lancio dell'omonimo album, pubblicato il 20 marzo; il disco presenta la collaborazione di Marco Hietala, ex-bassista del gruppo, e della violoncellista Maria Ahn (Ahn Trio). Il 16 ottobre venne pubblicato il secondo singolo, Stay Forever; quello stesso mese la band tenne alcune date del tour promozionale dell'album in Francia e Spagna, dove venne accompagnata dai Whyzdom. Tra agosto e settembre la band vide un breve ritorno di Marco Hietala come guest, supportando il gruppo come secondo cantante in alcuni spettacoli dal vivo. Successivamente, il 9 novembre uscì il singolo Smalltown Boy, cover del gruppo synth pop britannico Bronski Beat, pubblicato solo digitalmente. Quello stesso mese Ronald Landa lasciò il gruppo, iniziando nuovi progetti musicali e fondando gli Hangover Hero insieme ad un altro ex-Delain, Ad Sluijter; venne sostituito da Ewout Pieters (Mythlorian). Nel mese di dicembre Rob van der Loo venne sostituito da Roel Vink (Sun Caged) per alcune date. Poco dopo anche Van der Loo lasciò il gruppo, agli inizi del 2010, riformando i Freak Neil Inc., suo progetto solista dei primi anni 2000. Nell'aprile 2010 i Delain intrapresero un tour nel Regno Unito in occasione della pubblicazione a gennaio di April Rain in terra inglese, con il nuovo bassista Otto Schimmelpenninck van der Oije (Detonation). Nel mese di agosto parteciparono al Wacken Open Air, evento che vide il breve ritorno come guest dell'ex-cantante George Oosthoek, che aveva già supportato, sempre come guest, la sua ex-band in alcuni spettacoli tra gennaio e marzo. Il 29 ottobre venne pubblicato il singolo Nothing Left, il terzo estratto da April Rain.

### We Are the OtherseInterlude(2011-2013)
Dalla seconda metà del 2010 la band cominciò a parlare del terzo album, e l'11 settembre si parlò già di una data d'uscita: gennaio/febbraio 2011. Successivamente l'uscita venne posticipata a "fine 2011". Il 30 ottobre 2010, dopo meno di un anno di permanenza, il chitarrista Ewout Pieters venne allontanato dal gruppo e sostituito con Timo Somers (Vengeance).
Nell'aprile 2011 il gruppo partì per un breve tour nell'Europa occidentale supportato dai Serenity e dagli Stream of Passion (questi ultimi solo per la tappa a Hedon del 25 maggio), con un'unica data italiana; durante il tour vennero presentati tre nuovi brani (Manson, Get the Devil Out of Me e Milk and Honey), che furono inseriti nel terzo album. Terminato il tour la band parlò del nuovo album in alcune interviste: prodotto da Jacob Hellner (già produttore di Rammstein, Clawfinger e Apocalyptica), vide la partecipazione degli ex-chitarristi Guus Eikens e Oliver Philipps. Il 7 dicembre la band rivelò tramite il suo sito il nome del terzo album, We Are the Others, ed un nuovo tour per l'Europa tra aprile e agosto supportato dai Trillium, progetto metal della cantante statunitense Amanda Somerville. A causa nei numerosi impegni di Timo Somers nei suoi progetti (Pr0teZT, Vengeance, carriera solista), il chitarrista venne sostituito da Bas Maas (Doro, ex-After Forever) per alcune date del tour europeo previsto per la primavera del 2012. Intanto la band annuncia sul proprio sito la data di pubblicazione di We Are the Others: 1º giugno 2012 (4 giugno in Francia e Regno Unito). L'album è preceduto dal singolo Get the Devil Out of Me, la cui pubblicazione è avvenuta il 13 aprile (15 nel Regno Unito), in concomitanza all'inizio del nuovo tour europeo. L'11 settembre è stato pubblicato il singolo We Are the Others.
Il 1º maggio 2013 viene pubblicata una compilation dal titolo Interlude, contenente alcuni brani inediti, nuove versioni di alcuni brani da We Are the Others, brani dal vivo, e il singolo Smalltown Boy, che non era mai apparso prima su un supporto fisico.

### The Human Contradiction(2014-2015)
Il 23 gennaio 2014 i Delain annunciano la data di pubblicazione del loro nuovo album, The Human Contradiction, pubblicato il 4 aprile.
Appena due mesi dopo, il 4 giugno, il batterista Sander Zoer lascia il gruppo per problemi familiari; lo stesso giorno, il gruppo annuncia l'ingresso di Ruben Israël (Lesoir).

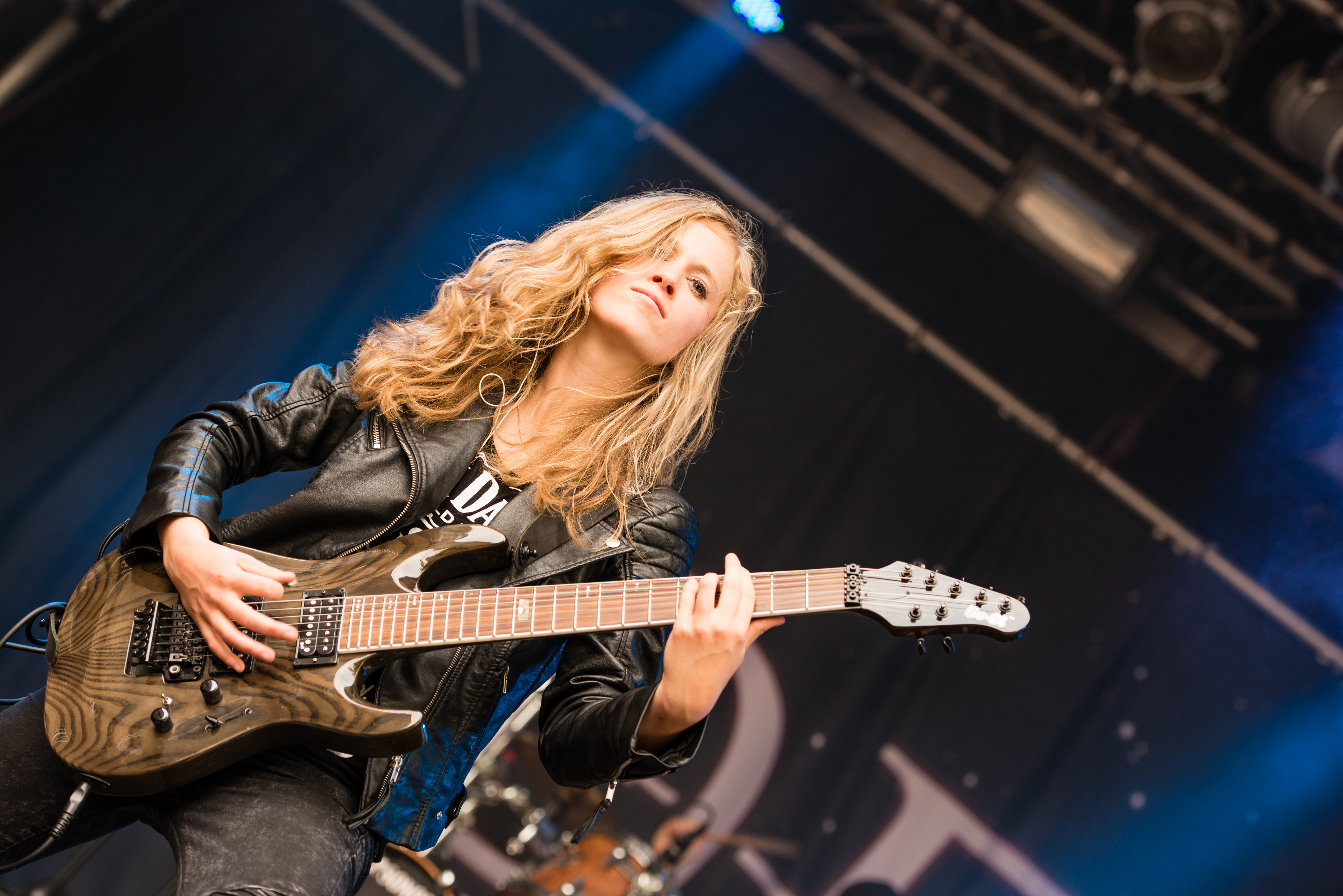
Merel Bechtold nel 2014.

Durante la seconda parte del tour promozionale dell'album, la band ingaggia come rinforzo la chitarrista Merel Bechtold (Purest of Pain, MaYaN). Durante l'esibizione del 26 novembre il bassista Otto Schimmelpenninck van der Oije rimase ferito da uno dei cannoni di scena, che gli causò la rottura del testicolo sinistro; durante la sua riabilitazione, il gruppo utilizzò parti di basso pre-registrate durante i concerti, non ingaggiando un turnista. Nonostante il grave infortunio, Otto non ha riportato danni permanenti, e ha ripreso a suonare in tour con la band da gennaio 2015. Il chitarrista Timo Somers, a causa degli impegni con le altre sue band, non poté esibirsi con i Delain fino a febbraio; durante questo periodo, la turnista Bechtold ricoprì il suo ruolo come chitarrista unica. Il 29 ottobre 2015 la Bechtold è stata annunciata come membro ufficiale della band, che torna così ad una formazione a due chitarre.

### MoonbatherseA Decade of Delain(2016-2017)

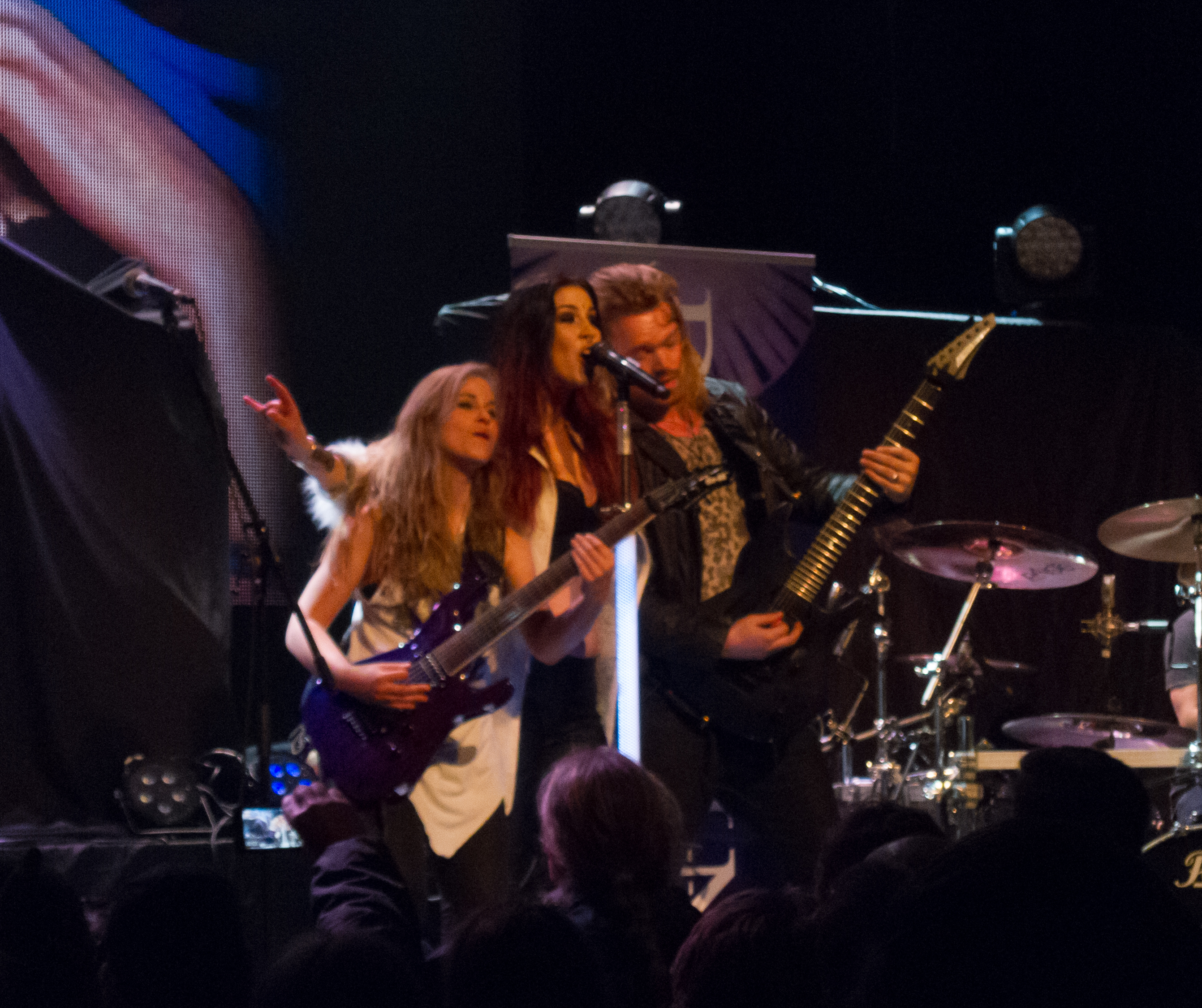
In concerto a Londra nel 2016. Da sinistra: Merel Bechtold, Charlotte Wessels e Timo Somers.

Nel gennaio 2016 pubblicano un videoclip per il brano Suckerpunch, per promuovere l'EP Lunar Prelude, pubblicato il 19 febbraio; l'EP contiene tre brani inediti (Turn the Lights Out e due versioni di Suckerpunch), una versione riarrangiata di Don't Let Go e cinque brani dal vivo.
Il 22 giugno la band annuncia tramite il proprio sito il titolo del quinto album in studio, Moonbathers, che viene pubblicato il 26 agosto. Dall'album vengono estratti i singoli The Glory and the Scum e Fire with Fire.

Il 10 dicembre la band si esibisce al Paradiso di Amsterdam in uno speciale concerto organizzato per celebrare i 10 anni dalla pubblicazione del primo album Lucidity; l'intera esibizione viene registrata e pubblicata il 27 ottobre 2017 con il titolo A Decade of Delain: Live at Paradiso in CD, DVD e blu-ray.
Il 3 ottobre 2017 la band annuncia la separazione dal batterista Ruben Israël, il quale continuerà ad esibirsi con la band fino alla fine del Danse Macabre tour, conclusosi con la data del 1º novembre; al suo posto viene temporaneamente ingaggiato Joey de Boer (Purest of Pain), che diventa membro ufficiale dei Delain il 30 agosto 2018.

### Hunter's MooneApocalypse & Chill(2019–2020)
Il 13 dicembre 2018 Delain annunciano l'EP Hunter's Moon, che viene pubblicato il 22 febbraio 2019. Viene anticipato dal singolo Masters of Destiny, pubblicato l'11 gennaio 2019 insieme ad un video musicale.
La chitarrista Merel Bechtold annuncia la separazione dal gruppo il 16 giugno 2019, per seguire altri interessi musicali. La sua ultima apparizione ufficiale con i Delain è al Graspop Metal Meeting il 23 giugno 2019.
Il 19 settembre il gruppo inizia un nuovo tour negli Stati Uniti insieme ad Amorphis e Anneke van Giersbergen, inizialmente senza il batterista Joey de Boer per problemi con la sua autorizzazione alla dogana; per le prime date viene sostituito da Jan Rechberger degli Amorphis.
Il 27 settembre il gruppo pubblica il singolo Burning Bridges, anticipante il sesto album in studio. Un secondo singolo, One Second, viene pubblicato il 15 novembre, e un terzo, Ghost House Heart, il 24 gennaio 2020. L'album, intitolato Apocalypse & Chill, viene infine pubblicato il 7 febbraio 2020.

### Cambio di formazione e Dark Waters (2021-oggi)
Il 15 febbraio 2021 il tastierista Martijn Westerholt ha annunciato di essere rimasto l'unico membro all'interno del gruppo, in quanto gli altri membri hanno lasciato il progetto a causa di incomprensioni interne.
Il 9 giugno 2021, Westerholt ha annunciato in una intervista che la band continuerà a esistere con vecchi e nuovi membri, indicando che ci sarà molto DNA Delain nel nuovo gruppo.
Il 28 giugno 2021 è stato annunciato che Sander Zoer, che era già stato il batterista dei Delain, torna come primo membro a ricomporre la band. Pochi giorni dopo anche il chitarrista Ronald Landa, che era stato nella band sino a April Rain, viene annunciato come secondo membro rientrante. L'anno seguente, il 19 maggio 2022, l'italiano Ludovico Cioffi si unisce alla band come nuovo bassista. La band lancia il nuovo singolo, "The Quest and the Curse" il 9 agosto 2022, e viene annunciata la nuova cantante, Diana Leah. Il secondo singolo, "Beneath", esce il 29 novembre 2022. e nello stesso giorno viene annunciato il settimo album in studio, Dark Waters, che è stato pubblicato il 10 febbraio 2023.

## Formazione
Attuale
- Martijn Westerholt – pianoforte, tastiera, sintetizzatore (2002-presente)
- Sander Zoer – batteria (2006-2014, 2021-presente)
- Ronald Landa – chitarra, cori (2006-2009, 2021-presente)
- Ludovico Cioffi – basso, voce death (2022-presente)
- Diana Leah – voce (2022-presente)

Ex componenti
- Martijn Willemsen – basso (2002-2005)
- Tim Kuper – batteria (2002-2005)
- Anne Invernizzi – voce (2002-2005)
- Frank van der Meijden – chitarra ritmica (2002-2005)
- Roy van Enkhuyzen – chitarra solista (2002-2005)
- Ray van Lente – chitarra ritmica (2006-2007)
- Rob van der Loo – basso (2006-2009)
- Ewout Pieters – chitarra solista, voce death (2009-2010)
- Ruben Israël – batteria, programmazione (2014-2017)
- Merel Bechtold – chitarra ritmica (2015-2019)
- Charlotte Wessels – voce (2005-2021)
- Timo Somers – chitarra, cori (2010-2021)
- Otto Schimmelpenninck van der Oije – basso, voce death, cori (2010-2021)
- Joey de Boer – batteria (2018-2021)

Ex turnisti
- Jan Rechberger – batteria (2019)
- Joey de Boer – batteria (2017-2018)
- Marco Hietala – basso, seconda voce (2017)
- Merel Bechtold – chitarra ritmica (2014-2015)
- Bas Maas – chitarra solista (2012-2013)
- Roel Vink – basso (2009)
- Guus Eikens – chitarra ritmica, tastiere, cori (2007)

## Discografia
Album in studio
- 2006 – Lucidity
- 2009 – April Rain
- 2012 – We Are the Others
- 2014 – The Human Contradiction
- 2016 – Moonbathers
- 2020 – Apocalypse & Chill
- 2023 – Dark Waters

Album dal vivo
- 2017 – A Decade of Delain: Live at Paradiso

Raccolte
- 2013 – Interlude

EP
- 2016 – Lunar Prelude
- 2019 – Hunter's Moon

Singoli
- 2007 – Frozen
- 2007 – See Me in Shadow
- 2007 – Shattered
- 2008 – The Gathering
- 2009 – April Rain
- 2009 – Stay Forever
- 2009 – Smalltown Boy
- 2010 – Nothing Left
- 2012 – Get the Devil Out of Me
- 2012 – We Are the Others
- 2013 – Are You Done with Me
- 2014 – Your Body Is a Battleground
- 2014 – Stardust
- 2015 – Sing to Me
- 2016 – Suckerpunch
- 2016 – The Glory and the Scum
- 2016 – Fire with Fire
- 2019 – Masters of Destiny
- 2019 – Burning Bridges
- 2019 – One Second
- 2020 – Ghost House Heart